# 3594 Скотті
3594 Скотті (3594 Scotti) — астероїд головного поясу, відкритий 11 лютого 1983 року.
Тіссеранів параметр щодо Юпітера — 3,404.